# تيفاني ديري
تيفاني ديري (بالإنجليزية: Tiffany Derry)‏ هي طاهية أمريكية، ولدت في 26 ديسمبر 1982 في بومونت في الولايات المتحدة.